# 林迪安
林迪安（英語：Dion Lam Dik On，1961年9月27日—），香港男性武打演員及武術指導。他與藝人劉德華是同年同月同日出生，而刘德华的英文名字为Andy（安迪）。

## 早年生活

### 演藝經歷
林迪安小學肆業於孔教學院三樂學校，後誤傳曾就讀聖若瑟書院，9歲起隨蔡李佛武師練武。少年時跟隨從事裝修師傅的父親擔任裝修學徒。
17歲時林迪安經朋友介紹進入影視行業擔任道具、替身工作。同年其身手獲得賞識，被介紹赴日本演出警匪劇集《獵人者》的常設配角（1980-1981年播出），但該劇拍攝續集時，年少氣盛的林迪安因態度傲慢而失去續約機會，林迪安自言此事是他一生中的重大遺憾及教訓。
1980年代初，林迪安曾在麗的電視和亞洲電視擔任武術指導兼演員，當時師從徐小明。后期離開電視圈，轉至電影圈發展。在該年代已有報道指他獲得演出西片的機會。
1990年代，林迪安跟隨程小東工作。在指導《風雲之雄霸天下》、《中華英雄》几部武打片后，林迪安逐漸樹立起自己的風格。此后，林迪安赴好萊塢發展，擔任《駭客任務》、《蜘蛛俠2》等大片的武指。林迪安至今已擔任過數十部電影作品的武術指導及其它幕后職務。
林迪安亦曾在電影中客串演出，尤其在周星馳電影中的客串給人最為深刻，如《百變星君》、《整人專家》等，其在电影《古惑仔之人在江湖》、《无间道》以及电视剧《陳真》中也有出彩演出。
1999年至2017年間，林迪安曾獲4次香港電影金像獎最佳動作設計和4次金馬獎最佳動作設計提名，但皆未能獲獎。
2022年參與執導劇集《黑金風暴》。

## 個人生活
林迪安於1997年去機場為妻子送機，捨不得離開妻兒的他為了能夠和老婆兒子多呆一會，就想出虛報飛機上安置了炸彈一招，結果驚動警察出動，被判入獄十星期。
2021年，林迪安女兒林沚羿參加無綫電視歌唱選秀節目《聲夢傳奇》，後加入無綫電視成為藝員及歌手。
林迪安與已故藝人鍾保羅是好友，同為足球愛好者，1989年他於鍾保羅的喪禮上擔任知賓。
1992年以明星足球隊球員身份擔任1992年香港在紅磡體育館以東道主身份舉辦第二屆國際足協室內五人足球世界盃開幕禮表演嘉賓之一，並演唱英文歌。在明星足球隊時間不時做義工和一些福利組織友賽，例如：東華三院、香港復康力量、香港心理衛生會等機構。

## 其他

### 政治立場
2019年6月參加撐警集會。2019年11月23日，即區議會選舉前一日，參與了中華人民共和國外交部駐香港特別行政區特派員公署Facebook一條由40多位藝人拍攝的片段，內容主要呼籲用選票向暴力說不。亦他曾於參與支持港版國安法的聯署。其後與Facebook專頁上載了一條由40多位藝人拍攝的片段，內容主要目的是呼籲用選票向暴力說不，林迪安與40多位藝人包括陳小春、成龍、王祖藍、容祖兒、惠英紅、陳雅倫、莫華倫、吳啟華、肥媽、洪祖星、周海媚、陳浩民、翁虹、關禮傑、林俊賢、劉錫明、李國祥、梁烈唯（梁競徽）、黃子揚、洪天照、莫鎮賢、梁家仁、湯寶如、李霖恩、李耀景、楊明、張柏文、區靄玲、彭敬慈、文佩玲、蔡淇俊、陳國坤、林漪娸、李美慧、吳毅將、黎瑞恩、何婉盈、黃銘健、莊思敏、莊思明、陳秀麗、顏光興、顏仟汶、黃竣鋒及鍾少雄等。

## 電視劇

### 朝日電視台
- 1980年 《獵人者（日语：ザ・ハングマン）》 飾 （來自香港的警察）

### 麗的電視／亞洲電視
- 1981年 《大控訴》 飾 李金水（暱稱「肺積水」）
- 1981年 《馬永貞》 飾 連良
- 1982年 《陳真》 飾 方志威[7]
- 1983年 《再向虎山行》[5]飾 柴如化
- 1983年 《劍仙李白》 飾 空空兒[13]
- 1983年 《洋蔥花》[14]
- 1984年 《霍東閣》 飾 莫小毛[15]
- 1985年 《八仙過海》[16][17]飾 藍采和
- 1985年 《局中局》[18]
- 1986年 《少林五壯士》 饰 胡惠乾
- 1986年 《神燈》 飾 Rambo史泰龍
- 1989年 《皇家檔案之再見同志》 飾 葉權受

### 無綫電視
- 1988年 《無名火》
- 1988年 《當代男兒》

### 其他電視
- 2022年 《黑金風暴》（導演，客串演員）[9]

## 電影

### 演員

#### 香港電影
| 上映電份 | 電影名稱                       | 角色                           | 備註                                                     |
| -------- | ------------------------------ | ------------------------------ | -------------------------------------------------------- |
| 1980     | 喝彩                           | 荣少朋友                       |                                                          |
| 1982     | 冲激21                         | 侯家聪                         |                                                          |
| 1983     | 疯血                           |                                |                                                          |
| 1983     | 害时出世                       |                                |                                                          |
| 1987     | 海市蜃楼                       |                                |                                                          |
| 1989     | 血裸祭                         |                                |                                                          |
| 1989     | 猛鬼舞厅                       |                                |                                                          |
| 1989     | 奇兵                           |                                |                                                          |
| 1991     | 整蛊专家                       | 金默基手下                     |                                                          |
| 1991     | 赌霸                           |                                |                                                          |
| 1991     | 新精武門1991                   |                                |                                                          |
| 1991     | 表姐，你玩嘢！（又稱《赌后》） |                                |                                                          |
| 1991     | 赌侠2之上海滩赌圣              | 大軍師弟（中南海五大高手）之一 | 擅長製造幻覺的特異功能                                   |
| 1992     | 滚滚红唇                       |                                |                                                          |
| 1993     | 黃飛鴻之鐵雞鬥蜈蚣             | 被拘禁的江洋大盜               |                                                          |
| 1993     | 人皮燈籠                       | 荷蘭仔（國語版：小荷蘭）       |                                                          |
| 1995     | 百變星君                       | 斑馬裝路人                     |                                                          |
| 1996     | 古惑仔之人在江湖               | 傻強                           | 延續同一角色                                             |
| 1996     | 古惑女之决战江湖               | 傻強                           | 延續同一角色                                             |
| 1996     | 運財至叻星                     | 傻強                           | 延續同一角色                                             |
| 1996     | 港督最後一個保鑣               | 殺手                           |                                                          |
| 1998     | 風雲：雄霸天下                 | 蝙蝠                           |                                                          |
| 1999     | 中華英雄                       | 鬼僕（粵語配音：陳小春）       | 此角色戴著面具，︀未以真面目示人                           |
| 2002     | 無間道                         | 迪比亞路（簡稱：迪路）         | 角色名取自意大利足球員Alessandro Del Piero的香港粵語譯名 |
| 2011     | 竊聽風雲2                      | 阿錦                           |                                                          |
| 2014     | 一個人的武林                   | 驗屍官                         |                                                          |
| 2017     | 拆彈專家                       |                                |                                                          |

#### 美國電影
- 《全能战将（英语：American Samurai）》

### 武術指導／動作指導
- 《魔域飛龍》(1991)
- 《超級學校霸王》[9]
- 《武俠七公主》
- 《神經刀與飛天貓》
- 《至尊三十六計之偷天換日》
- 《人皮燈籠》
- 《鹿鼎記》
- 《鹿鼎記II神龍教》
- 《破壞之王》[9]
- 《百變星君》
- 《濟公》[9]
- 《賭聖2：街頭賭聖》
- 《賭神3之少年賭神》
- 《黑俠》
- 《新英雄本色》
- 《表姐，妳好嘢！續集》
- 《表姐，妳好嘢！4之情不自禁》
- 《東方不敗之風雲再起》
- 《亂世兒女1990》
- 《水玲瓏》
- 《海市蜃樓》
- 《東方三俠》
- 《現代豪俠傳》
- 《黑客帝國》
- 《蜘蛛俠2》[20]
- 《赤壁》（中途退出）
- 《電影故事》
- 《南洋十大邪術》
- 《玉蒲團二之玉女心經》
- 《古惑女之決戰江湖》
- 《紅燈區》
- 《港督最後一個保鏢》
- 《國產雪蛤威龍》
- 《真相》
- 《風雲：雄霸天下》
- 《中華英雄》
- 《飛虎雄心2之傲氣比天高》
- 《無間道》
- 《竊聽風雲2》
- 《竊聽風雲3》
- 《三少爺的劍》
- 《我們永不言棄》（2020）
- 《真·三國無雙》[9]
- 《危机航线》（2024）

### 副導演／助理導演
- 《無極》（中途退出）
- 《北極的聖誕老人兄弟》
- 《毀滅戰士》

## 綜藝節目
- 2022年《不可能任務》（導師）[11]
- 2023年《歡樂滿東華2023》

## 獎項及提名
| 年份 | 頒獎禮               | 作品                         | 獎項         | 結果 |
| ---- | -------------------- | ---------------------------- | ------------ | ---- |
| 1998 | 第35屆金馬獎         | 《風雲：雄霸天下》           | 最佳動作設計 | 提名 |
| 1999 | 第18屆香港電影金像獎 | 《風雲：雄霸天下》           | 最佳動作設計 | 提名 |
| 1999 | 第36屆金馬獎         | 《中華英雄》                 | 最佳動作設計 | 提名 |
| 2000 | 第19屆香港電影金像獎 | 《中華英雄》                 | 最佳動作設計 | 提名 |
| 2003 | 第22屆香港電影金像獎 | 《無間道》                   | 最佳動作設計 | 提名 |
| 2003 | 第40屆金馬獎         | 《無間道》                   | 最佳動作設計 | 提名 |
| 2011 | 第48屆金馬獎         | 《竊聽風雲2》                | 最佳動作設計 | 提名 |
| 2017 | 第36屆香港電影金像獎 | 《三少爺的劍》（與董瑋合導） | 最佳動作設計 | 提名 |

## 外部連接
- 林迪安在香港影庫上的簡介
- 林迪安在互联网电影资料库（IMDb）上的資料（英文）
- 林迪安在豆瓣上的资料（简体中文）
- 林迪安在时光网上的簡介（简体中文）